# 卡尔·基尔克
卡尔·基尔克（丹麥語：Karl Kirk，1890年4月5日—1955年3月6日），丹麦男子竞技体操运动员。他曾代表丹麦获得1912年夏季奥运会体操比赛男子团体瑞典式银牌。他于1955年在奥胡斯去世。